# Tropidosaura montana

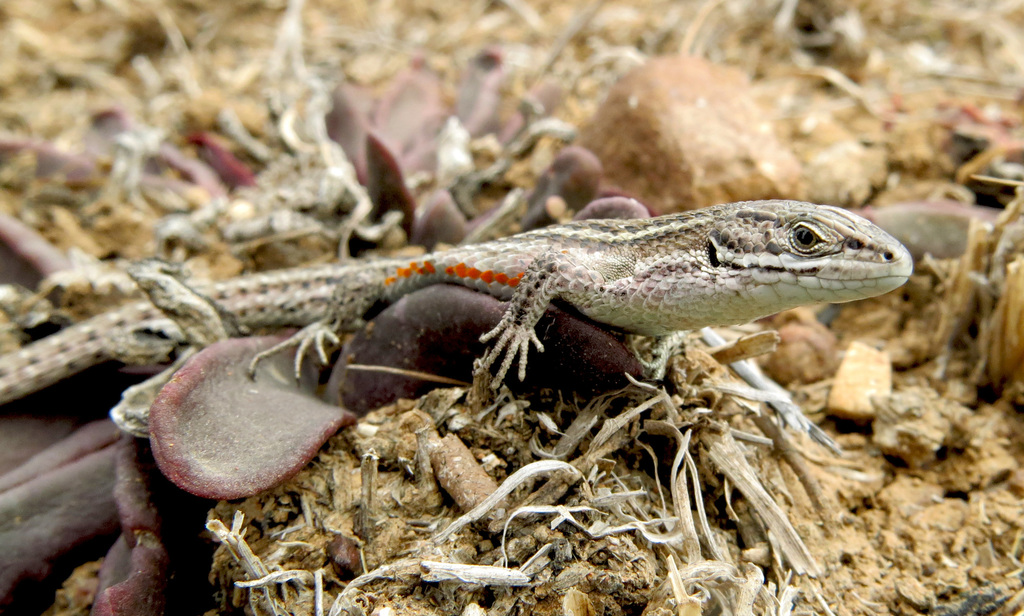
T. m. rangeri

Tropidosaura gularis — вид ящірок родини ящіркових (Lacertidae). Ендемік Південно-Африканської Республіки.

## Підвиди
Виділяють три підвиди:
- Tropidosaura montana montana (Gray, 1831) — Капські гори;
- Tropidosaura montana natalensis FitzSimons, 1947 — гори на півдні Східнокапської провінції;
- Tropidosaura montana rangeri Hewitt, 1926 — Драконові гори.

## Поширення і екологія
Tropidosaura gularis мешкають в горах на півдні ПАР. В південній частині ареалу вони живуть в заростях фінбошу, а східній частині — в густих трав'янистих заростях, що ростуть на гірських схилах. Відкладають яйця.